# 巴约区
巴约区（法語：Arrondissement de Bayeux）是法国卡尔瓦多斯省所辖的一个区。总面积976.6平方公里，总人口73698，人口密度75人/平方公里（2018年）。主要城镇为巴约。

## 辖区
巴约区辖有123个市镇。